# رافاييل باش
رافاييل باش هو معلم ونقابي وسياسي إسرائيلي، ولد في 8 يناير 1913 في لاتفيا، وتوفي في 10 مارس 2000 في إسرائيل. نشط حزبياً في ماباي. وقد انتخب عضو الكنيست ‏ (21 مايو 1951 – 20 أغسطس 1951).